# Пауъл (окръг, Кентъки)
Вижте пояснителната страница за други значения на Пауъл.
Окръг Пауъл (на английски: Powell County) е окръг в щата Кентъки, Съединени американски щати. Площта му е 466 km², а населението - 13 237 души (2000). Административен център е град Стантън.